# Лаврова, Светлана Аркадьевна
 Светла́на Арка́дьевна Лавро́ва (23 января 1964 года, Екатеринбург) — детская писательница, автор сказок и познавательных книг для детей, врач-нейрофизиолог, кандидат медицинских наук.

## Биография
Окончила школу в 1981 году. В 1987 окончила Свердловский государственный медицинский институт (педиатрический факультет) с красным дипломом. Работает в Свердловском областном онкологическом диспансере[уточнить]. В 2006 защитила кандидатскую диссертацию по теме «Электрофизиологические критерии прогноза стереотаксической хирургии эпилепсии». Соавтор монографий «Хирургическое лечение эпилепсии», «Неспецифические методы хирургического лечения эпилепсии» и методического пособия «Использование депакина для инъекций в лечении эпилепсии», а также автор более 80 печатных работ по специальности и 4 патентов по специальности. Имеет награды и премии за врачебную деятельность.
Печатается с 1997 года.
Вела постоянные рубрики в газете «Телемир» (Екатеринбург, 2002—2003), в журналах «Ёжик» (Екатеринбург, 2000—2002), «Летучий кораблик» (Екатеринбург, 2003—2007). Публиковалась в газете «Уральский рабочий» (Екатеринбург, 2000), в журналах «Кукумбер» (Москва, 2001), «Костёр» (СПб.., 2002), «Жили-были» (СПб., 2002), «Тихая минутка» (Екатеринбург, 2002—2005).
Постоянно сотрудничала с редакцией издательства «Белый город» (книжные серии «Энциклопедия тайн и загадок», «История России», «Детский исторический роман», «Читаем сами», «Моя первая книга» и другие).
В 2004 году за книгу «Увлекательные истории о правах» (вместе с Е. Кропаневой и И. Романовой) получила министерскую грамоту. В 2005 году за книгу «Требуется гувернантка для детей волшебника» получила премию «Алиса» в Москве (на конвенте «Роскон») и «Камертон» в Екатеринбурге. В 2005 году снималась в документальном фильме «Пока бегут лошадки» (Свердловская киностудия).
В 2007 году за книгу «Кошка до вторника» получила национальную детскую литературную премию «Заветная мечта» в номинации «За самое смешное произведение».
В 2013 году получила литературную премию «Книгуру» (1 место) и «Орден Добра и Света» (вместе с и Дмитрием Лазаревым) на фестивале «Аэлита». В 2014 году получила «Книгу года» в номинации «Вместе с книгой мы растём» за детскую фантастическую повесть «Куда скачет петушиная лошадь?». В 2015 году стала лауреатом премии «Евразия» на фестивале «Аэлита».
В 2021 году Свердловская областная библиотека выдвинула Лаврову на премию Астрид Линдгрен. В том же году повесть «Смерть приходит с помидором» вошла в короткий список премии «Книга года» в номинации «Поколение Z».
Член жюри Крапивинской премии с 2006 по 2019 год.

### Семья
Муж Светланы Лавровой тоже врач, вертебролог по специальности. У них двое дочерей.

## Отзывы и критика
Литературный критик Лиза Биргер считает Светлану Лаврову «прежде всего, невероятно смешным автором», подчёркивая, что «её отношения с детьми построены на умении говорить с ними на одном языке, завлекать комическими трюками и бесконечно фантазировать».
«Наши читатели в восторге от „Гувернантки“, книга постоянно у кого-то „на руках“. Это совсем неудивительно: здесь и хороший язык, и интересный сюжет», — делится Ксения Любич, заведующая библиотекой № 130 города Москвы.
Обозреватель детской литературы на сайте «Правмир» Елена Соковенина называет книгу «Трилобиты не виноваты» «ироничной палеонтологической сказкой» и считает «удачным способом рассказать об эволюции с ее многообразием моделей и форм жизни»:
«Эта история могла быть очень грустной, не будь она такой смешной и трогательной. Ведь, как и героям книги, верная дружба, взаимовыручка и чувство юмора помогают нам пережить любые потрясения.»
Дарья Маркова  о повести  «Несколько несчастных бутербродов» пишет: «На целую повесть растянута — размазана тонким слоем — одна шутка о живых бутербродах. В анонсе номера Валерия Пустовая обозначила эту сказку как «постмодернистский миф». Действительно, история, народные сказки, колыбельные и проч. переписываются «в культуре бутербродов», которые ищут клады, ссорятся, заводят сосиски и живенько цитируют Горького и латинские пословицы. В конце проводится прозрачная аналогия: коротка жизнь бутерброда — коротка жизнь человеческая. Ну да, коротка, не поспоришь. Хотя, возможно, бутербродные приключения заставят детей посмеяться.»

### Случай с петушиной лошадью
В начале 2018 года детский омбудсмен Анна Кузнецова на конференции в Российской государственной детской библиотеке огласила список из 16 произведений для детей, которые «страшно показывать даже взрослым», в котором была и книга «Куда скачет петушиная лошадь» Светланы Лавровой. Этот список вызвал недоумение у специалистов, общественности и у самой писательницы.